# 펜들턴 (텍사스주)
펜들턴(Pendleton)은 미국 텍사스주 벨군에 위치한 미편입지구이다. 미편입지구이지만 우체국이 존재하며, 76564라는 우편 번호도 존재한다. 또한 블루스 음악가 블라인드 윌리 존슨의 출생지이기도 하다.